# Mac Studio
Mac Studio is een compacte desktopcomputer van Apple Inc. die werd aangekondigd tijdens een evenement op 8 maart 2022 en verscheen op 18 maart 2022.

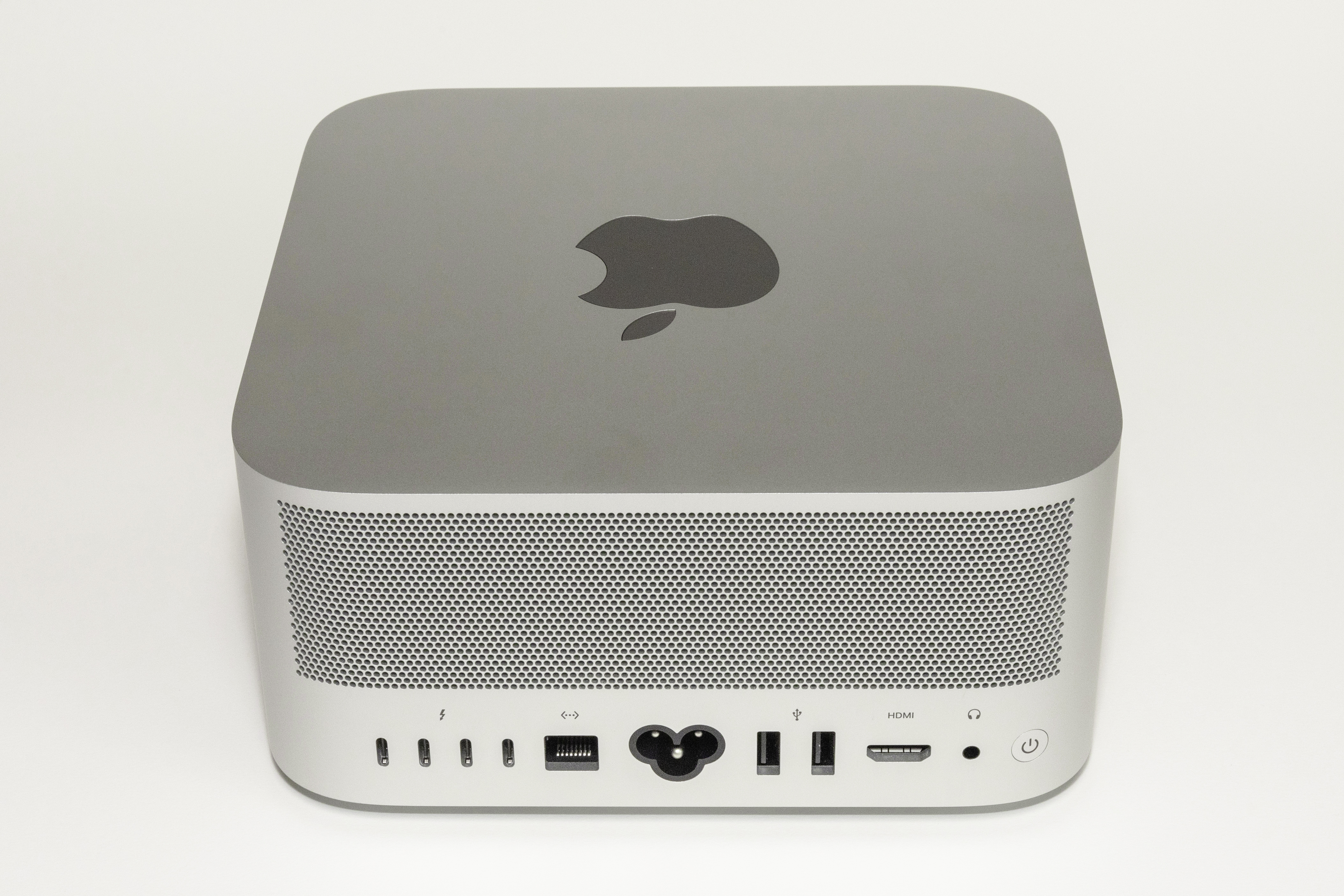
Achterkant van de Mac Studio

## Beschrijving
De Mac Studio is een losse kast die op een los beeldscherm en een toetsenbord met muis moet worden aangesloten, en qua uiterlijk lijkt op een verhoogde Mac mini. De desktopcomputer is gericht op een breed publiek dat meer prestaties vraagt van de pc. De Mac Studio heeft zowel voor- als achterop aansluitingen, waar diverse accessoires op aangesloten kunnen worden.
De computer bevat standaard een Apple M1 Max-chip met 10 processorkernen of een optioneel verkrijgbare Apple M1 Ultra-chip met 20 kernen. In recensies bleek de chip goed te presteren. Problemen ontstonden echter bij zwaardere taken voor de grafische processor, waar het aantal beelden per seconde (fps) terugliep.

## Specificaties
Mac Studio beschikt over een SoC die door Apple zelf is ontwikkeld. De Apple M1 Max, eerder toegepast in de MacBook Pro, is standaard in de basisversie. Deze processor heeft 10 kernen (cores), waarvan acht prestatiecores en twee efficiëntiecores. Daarbij is een grafische processor geïntegreerd met 24 of 32 kernen. De SoC beschikt over 32 of 64 gigabyte gedeeld RAM-geheugen. Optioneel is de Mac Studio verkrijgbaar met een Apple M1 Ultra voor een verdubbeling van de prestaties.
De Mac Studio wordt standaard geleverd met een 512 gigabyte SSD die aangepast kan worden tot 8 terabyte. De Mac Studio heeft vier Thunderbolt 4-poorten, twee USB 3.0-poorten, een HDMI 2.0-poort, een 3,5 mm-audioaansluiting en een 10 Gigabit Ethernet-poort aan de achterkant. Aan de voorkant zijn ook twee USB-poorten en een SDXC-kaartsleuf. Het ondersteunt de WLAN 6- en Bluetooth 5.0-standaarden.
De afmetingen van de desktopcomputer zijn 19,7 cm × 19,7 cm × 9,5 cm (l×b×h) en weegt afhankelijk van het model 2,7 kg of 3,6 kg. Het maximaal continu vermogen is 370 watt.

## Beeldscherm
Gelijktijdig met de aankondiging toonde Apple ook een nieuw beeldscherm genaamd Studio Display. Het scherm heeft naast een diameter van 68 cm en een resolutie van 5120×2880 pixels ook een ingebouwde camera, zes speakers en drie microfoons.